# Willemia christianseni
Willemia christianseni är en urinsektsart som beskrevs av D'Haese 1998. Willemia christianseni ingår i släktet Willemia och familjen Hypogastruridae. Inga underarter finns listade i Catalogue of Life.